# McChord Field
McChord Field (McChord Air Force Base) est une base de l'United States Air Force située dans le comté de Pierce au sud de Seattle dans l'État de Washington.
Elle abrite notamment le siège du Western Air Defense Sector qui en 1956 voit démarré les travaux du premier centre de contrôle Semi-Automatic Ground Environment et les 62nd Airlift Wing et 446th Airlift Wing sur C-17.

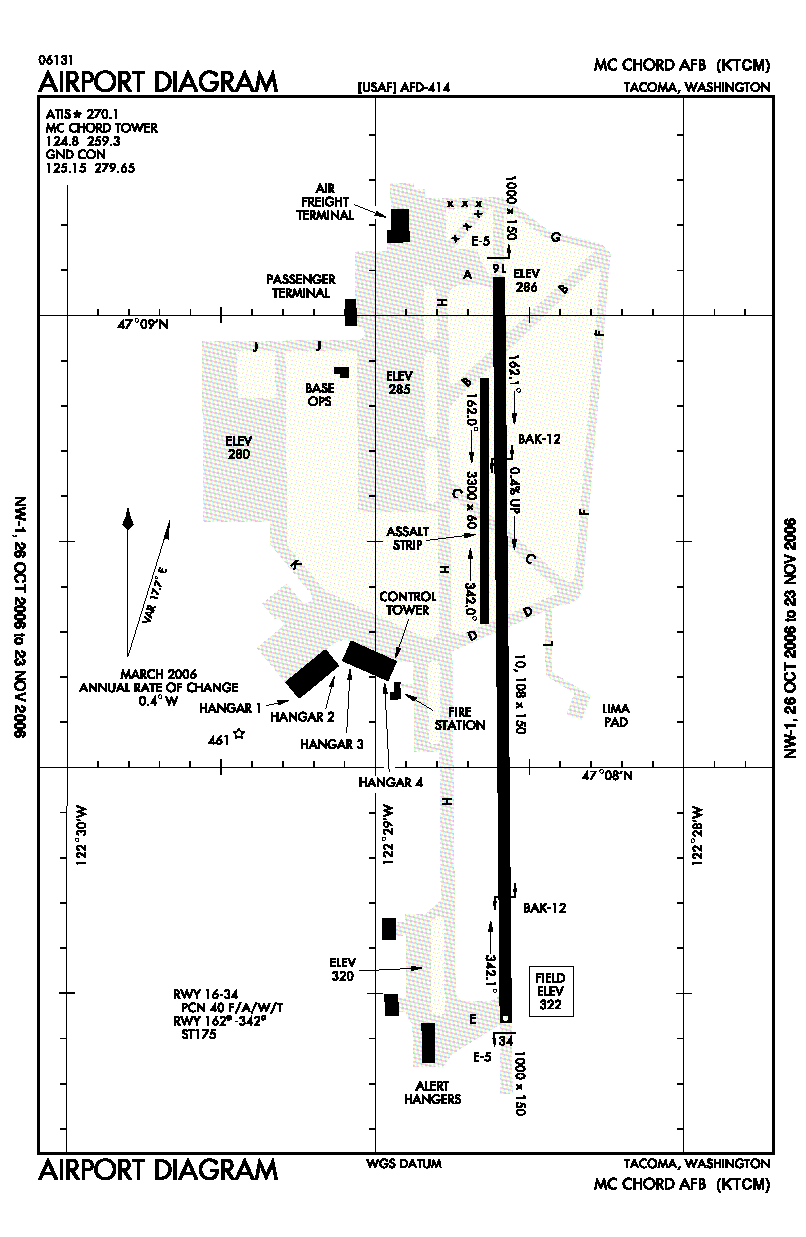
Plan de la base

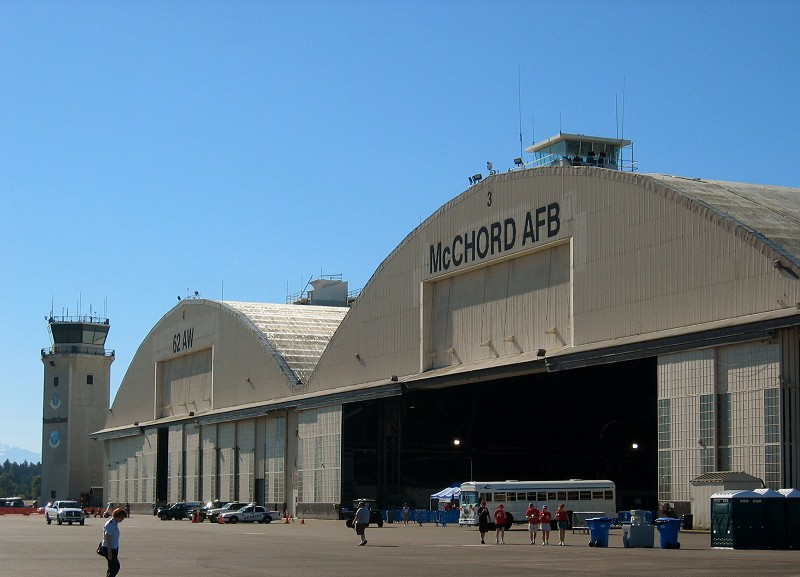
Hangar principal et tour de contrôle de Mcchord AFB en juillet 2005